# Jaromir Gajewski
Jaromir Gajewski (ur. 2 kwietnia 1961 w Pyrzycach) – polski kompozytor i pedagog.

## Życiorys
W 1980 został absolwentem liceum w Zespole Szkół nr 1 im. Noblistów Polskich w Pyrzycach. W 1992 ukończył studia w Akademii Muzycznej w Poznaniu w klasie kompozycji prof. Mirosława Bukowskiego, a w 1994 r. w klasie dyrygentury symfonicznej prof. Witolda Krzemieńskiego. Od 1989 do 2010 wykładał w szczecińskiej filii Akademii Muzycznej w Poznaniu, gdzie powołał do życia uczelnianą orkiestrę symfoniczną, którą prowadził od 2013 do 2016. 26 marca 2014 otrzymał stopień doktora habilitowanego sztuk muzycznych, w dyscyplinie artystycznej kompozycja i teoria muzyki.
W latach 1995–2007 zorganizował w Szczecinie dziesięć edycji „Międzynarodowego Festiwalu Muzyki Współczesnej im. Witolda Lutosławskiego”, gdzie obok koncertów odbywały się również wystawy plastyczne oraz konferencje naukowe poświęcone muzyce najnowszej. Jako dyrygent współpracował z muzykami Filharmonii Szczecińskiej. Uczestniczył w Międzynarodowych Kursach Kompozytorskich prowadzonych przez jednych z najwybitniejszych kompozytorów współczesnych, m.in. Witolda Lutosławskiego, Luigi Nono, Lucka Ferrari, Henryka Mikołaja Góreckiego, Louisa Andriessena, Bogusława Schaeffera, Włodzimierz Kotońskiego. Prawykonań jego utworów podejmowali się m. in: Antoni Wit, Jerzy Maksymiuk, Józef Radwan, Michał Dworzyński, Kwartet Śląski, Wielka Orkiestra Symfoniczna Polskiego Radia w Katowicach i muzycy Filharmonii Szczecińskiej. Jest członkiem Związku Kompozytorów Polskich oraz Polskiego Towarzystwa Muzyki Współczesnej. W latach 1999–2001 zasiadał w Prezydenckiej Radzie Kultury przy Prezydencie Miasta Szczecin.
W październiku 2005 r. został wyróżniony przez Ministra Kultury odznaką „Zasłużony Działacz Kultury”.
Obecnie (2019) zatrudniony jest na stanowisku profesora nadzwyczajnego w Akademii Sztuki w Szczecinie, gdzie pełni funkcję Kierownika Zakładu Kompozycji i Teorii Muzyki.

## Twórczość
Główny nurt zainteresowań kompozytorskich J. Gajewskiego stanowi muzyka instrumentalna - symfoniczna i kameralna. Twórczość kameralna kompozytora prezentowana była w Polsce oraz poza jej granicami: w Chinach, Czechach, Francji, Niemczech, Stanach Zjednoczonych, Szkocji, we Włoszech oraz na Łotwie.
W 2018 ukazała się płyta wydawnictwa Acte Préalable zawierająca dzieła Marka Jasińskiego i Jaromira Gajewskiego. Nagrań dokonała Urszula Szyryńska wraz z Julitą Przybylską (partię secondo w utworach na cztery ręce wykonywał Grzegorz Stec).
| l.p. | tytuł                            | gatunek / obsada                       | rok  |
| ---- | -------------------------------- | -------------------------------------- | ---- |
| 1.   | Altana                           | pieśni na sopran i fortepian           | 1985 |
| 2.   | Konwersacja                      | na kwartet smyczkowy                   | 1986 |
| 3.   | Oddech nocy                      | na baryton i orkiestrę kameralną       | 1987 |
| 4.   | Koncert                          | na wiolonczelę i orkiestrę symfoniczną | 1988 |
| 5.   | Kraina cieni                     | na zespół kameralny                    | 1988 |
| 6.   | Od świtu do zmierzchu            | na orkiestrę kameralną                 | 1989 |
| 7.   | Przenikania                      | na orkiestrę symfoniczną               | 1990 |
| 8.   | W klatce                         | opera                                  | 1991 |
| 9.   | Uwertura                         | na orkiestrę symfoniczną               | 1993 |
| 10.  | Miniatura nr 1                   | na fortepian                           | 1994 |
| 11.  | String quartet nr 1              | na kwartet smyczkowy                   | 1995 |
| 12.  | Requiem-Symphony                 | na orkiestrę symfoniczną               | 1997 |
| 13.  | Fantazja                         | na orkiestrę symfoniczną               | 1998 |
| 14.  | Eloi, eloi, lama sabathani       | na sopran i orkiestrę                  | 1999 |
| 15.  | Hejnał woj. Zachodniopomorskiego | na 5 instrumentów dętych               | 2000 |
| 16.  | Miniatura                        | na akordeon                            | 2000 |
| 17.  | Hejnał Międzyzdrojów             | na 4 trąbki                            | 2000 |
| 18.  | Fanfary św. Piotra               | na 5 instrumentów dętych               | 2000 |
| 19.  | Miniatura nr 2                   | na fortepian                           | 2001 |
| 20.  | Miniatura nr 3                   | na fortepian                           | 2010 |
| 21.  | Duo for piano and saxophone      | na saksofon i fortepian                | 2010 |
| 22.  | Miniatura nr 4                   | na fortepian                           | 2012 |
| 23.  | Miniatura nr 5                   | na fortepian                           | 2014 |
| 24.  | Miniatura nr 6                   | na fortepian                           | 2016 |
| 25.  | Tajemnicza góra                  | na fortepian                           | 2018 |